# ييلوفو (بيرم)
ييلوفو (بالروسية: Елово) هي مدينة في مقاطعة بيرم كراي في روسيا.
يبلغ عدد سكانها حوالي 5502 نسمة.